# Anna-Margaretha Horatschek
Anna-Margaretha Horatschek (* 23. Oktober 1952 in Steinfeld (Oldenburg)) ist eine deutsche Anglistin.

## Leben
Von 1973 bis 1975 studierte sie Philosophie, Germanistik und Anglistik an der Albert-Ludwigs-Universität Freiburg und von 1975 bis 1978 Anglistik an der University of California, Berkeley, wo sie mit dem Bachelor of Arts abschloss. 1979 absolvierte sie das 1. Staatsexamen in Englischer und Deutscher Literatur an der Universität Freiburg. 1987 wurde sie dort mit einer Dissertation über die Romane von Richard Brautigan promoviert. 1995 habilitierte sie sich an der Universität Mannheim für Englische Literaturwissenschaft. Sie lehrte als Hochschuldozentin in Mannheim und hatte 1998 eine Gastprofessur an der University of Maryland, College Park inne. Von 2000 bis zum Eintritt in den Ruhestand 2018 war sie Ordinaria (C4) für Englische Literaturwissenschaft an der Christian-Albrechts-Universität zu Kiel.
Ihre Forschungsinteressen sind Modi und Methoden der Wissensproduktion und Wissensbildung, Ethik, Roboter- und Maschinenethik, Postcolonial/Transcultural Studies (Schwerpunkt indisch-englische Literaturen), Bewusstseinsstudien, Konstrukte von Subjektivität, Identität / Alterität (Geschlecht, Ethnizität, Klasse, Religion), Medialität, Materialität und Repräsentation und  Perioden und Themen (Shakespeare-Adaptionen des 20. und 21. Jahrhunderts, britische Romantik, britische Romane vom 18. Jahrhundert bis zur Gegenwart, indische Literatur in englischer Sprache).
Horatschek ist seit 2011 ordentliches Mitglied der Akademie der Wissenschaften in Hamburg, von 2016 bis 2021 war sie deren Vize-Präsidentin.
Sie ist verheiratet und hat einen Sohn.